# Stegnogramma aspidioides
Stegnogramma aspidioides är en kärrbräkenväxtart som beskrevs av Bl. Stegnogramma aspidioides ingår i släktet Stegnogramma och familjen Thelypteridaceae. Inga underarter finns listade.